# Хабиби, Бухаруддин Юсуф
Бухарудди́н Юсу́ф Хаби́био файле (25 июня 1936, Паре-Паре, Южный Сулавеси — 11 сентября 2019, Джакарта) — индонезийский государственный и общественный деятель. С 1978 по 1988 годы — государственный министр науки и технологий. Вице-президент Индонезии в 1998 году, с 1998 по 1999 год, после отставки президента Сухарто — 3-й президент Индонезии.

## Происхождение
Семья Хабиби была дружна с Сухарто ещё с 1950 года, они познакомились, когда Сухарто проходил военную службу на Сулавеси. В дальнейшем это знакомство сыграло существенную роль в жизни Хабиби.

## Образование и карьера в ФРГ
В 1955 году Хабиби уехал в ФРГ, где после окончания обучения в Аахенском техническом университете долгое время работал в авиастроительной компании Messerschmitt-Bölkow-Blohm в Гамбурге. Известно, что Хабиби внёс заметный вклад в усовершенствование технологий и развитие теоретической термодинамики и аэродинамики за годы работы на должности инженера-конструктора.

## Карьера в Индонезии при Сухарто
В 1974 году по настоятельной просьбе Сухарто вернулся в Индонезию и занял должность советника президента по вопросам технологий. В 1978 году возглавил министерство технологий и исследований. На посту министра он проработал десять лет. За это время много сил приложил для развития научных исследований, наукоёмких технологий, высокотехнологичного производства в стране. На этом посту стал одним из самых влиятельных политиков страны. Вступил в правящую партию «Голкар», и занимал должность координатора при председателе ЦК этой партии в 1993—1998 годах.
В 1990 году, после того, как внутренняя политика Сухарто стала более лояльной к исламу, Хабиби также возглавил Союз индонезийских исламских интеллектуалов и занимал этот пост десять лет.

## Президент Индонезии
В январе 1998 года в условиях резкого ослабления экономики и внутриполитической напряжённости из-за последствий финансового кризиса Сухарто был избран на очередной, уже седьмой президентский срок. Хабиби в марте 1998 года был избран вице-президентом страны. Вследствие массовых волнений уже 21 мая 1998 года Сухарто вынужден был покинуть свой пост, и в тот же день Хабиби стал новым президентом страны.
Новый кабинет министров, сформированный Хабиби, не сильно отличался от прежнего правительства, возглавляемого Сухарто. Кабинет смог отчасти стабилизировать финансово-экономическую жизнь страны. Политика Хабиби носила более либеральный характер, чем у его предшественника. Уже в сентябре 1998 года Хабиби издал инструкции о запрете ранее поощрявшейся дискриминации «некоренных» жителей страны, прежде всего китайцев. В январе 1999 года Хабиби объявил о предстоящем референдуме по вопросу о независимости Восточного Тимора, длительное время оккупируемого индонезийскими войсками. 30 августа 1999 года референдум состоялся, и жители Восточного Тимора высказались за независимость.
Однако, Хабиби продолжал ассоциироваться с прежней элитой страны и вынужден был вскоре оставить свой пост. После выборов в Народный консультативный конгресс, произошедших 7 июня 1999 года, на которых «Голкар» получила только 20 процентов голосов, участь Хабиби была решена. 20 октября 1999 года парламент избрал новым президентом известного деятеля исламской оппозиции, лидера партии Нахдатул Улама Абдуррахмана Вахида, и Хабиби покинул свой пост.

## Жизнь после отставки
После отставки Хабиби большую часть времени проживал в Германии и вернулся в страну только после установления в ней стабильности.

## Семья
Хабиби был женат, у него двое сыновей.

## Награды
- Орден «Звезда Республики Индонезии» 1-й степени (1998, кавалер по должности как президент Индонезии);
- Орден «Звезда Республики Индонезии» 2-й степени (1998)[7];
- Орден «Звезда Махапутра» 1-й степени;
- Орден «Звезда Махапутра» 2-й степени.